# Lista de túmulos papais não existentes

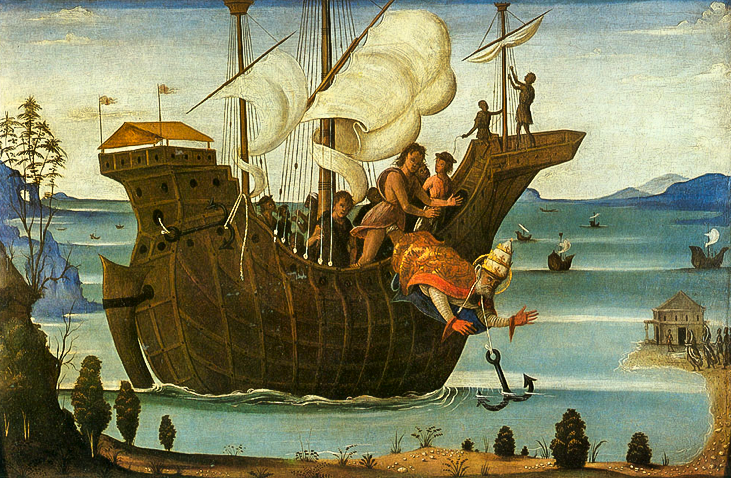
Apesar de ser considerado como martirizado no Mar Negro, várias igrejas reivindicaram as relíquias traduzidas do Papa Clemente I.

Esta é uma lista de túmulos papais não existentes, que inclui túmulos não incluídos na lista de túmulos papais existentes. As informações sobre essas tumbas são geralmente incompletas e incertas.
Cronologicamente, as principais localizações dos túmulos papais destruídos ou desconhecidos foram: os túmulos obscuros dos primeiros dois séculos de papas perto de São Pedro, as repetidas ondas de translações das Catacumbas de Roma, a demolição dos túmulos papais na antiga Basílica de São Pedro, e os incêndios de 1306 e 1361 na Arquibasílica de São João de Latrão.
Os túmulos papais também foram destruídos por outras instâncias de incêndio, remodelação e guerra (mais recentemente, a Segunda Guerra Mundial). Outros são desconhecidos devido a métodos de martírio criativos ou geograficamente remotos, ou — no caso do Papa Clemente I — ambos. O enterro em igrejas fora da Muralha Aureliana de Roma (italiano: fuori le Mura) — nas basílicas de Paulo ou Lorenzo — geralmente não sobreviveu.

## Principais locais
Os principais locais de túmulos papais destruídos ou perdidos incluem:
- Túmulo de São Pedro, em torno do qual tradicionamente se acredita que os seguintes papas foram enterrados: Papa Lino, Papa Anacleto, Papa Evaristo. Papa Telésforo, Papa Higino, Papa Pio I, Papa Aniceto (mais tarde transferido para as Catacumbas de Calisto), Papa Vítor I.[1] A evidência epigráfica existe apenas para Lino, com a descoberta de uma laje funerária marcada como "Linus" em 1615; no entanto, a laje está quebrada de tal forma que poderia ser lido "Aquilinius" ou "Anullinus".[2]
- As Catacumbas de Roma, especificamente as Catacumbas de Calisto, a Catacumba de Priscila (e San Silvestro in Capite, construída sobre a catacumba), a Catacumba de Balbina, a Catacumba de Calepódio, a Catacumba de Ponciano, e a Catacumba de Felicidade, que foram esvaziadas por translações repetidas no século IX[3]
- Túmulos papais na antiga Basílica de São Pedro, que já contaram com mais de 100 túmulos papais, quase todos os quais foram destruídos durante a demolição nos séculos XVI/XVII[4]
- Arquibasílica de São João de Latrão, onde mais de uma dúzia de túmulos foram destruídos em dois incêndios (1308 e 1361)[5]

## Outras tumbas destruídas ou desconhecidas

### Século I
| Pontificado  | Retrato | Nome comum em português | Tumba | Escultor | Localização                                                            | Notas |
| ------------ | ------- | ----------------------- | ----- | -------- | ---------------------------------------------------------------------- | --- |
| 88/92–97/101 |         | Clemente I São Clemente |       |          | De acordo com a doutrina, transladado para a Igreja dos Dízimos (Kiev) | De acordo com a doutrina, lançado no Mar Negro perto da Crimeia, transladado para a Igreja dos Santos Apóstolos, depois para a Basílica de São Clemente, depois para a Igreja dos Dízimos. |

### Século II
| Pontificado     | Retrato | Nome comum em português     | Tumba | Escultor | Localização | Notas |
| --------------- | ------- | --------------------------- | ----- | -------- | --- | ----- |
| 105/107–115/116 |         | Alexandre I Santo Alexandre |       |          | Reivindicações concorrentes (envolvendo translação): - Santa Sabina (Roma) - San Pelino em Valva (Sulmona) - Basílica de Paeligni - Freising, Baviera (Enciclopédia Católica) |       |
| 115/116–125     |         | Sisto I São Sisto           |       |          | Reivindicações concorrentes (envolvendo translação e um dedo): - Catedral de Alatri - Catedral de Alife - Abadia de São Miguel (Lorraine)                                     |       |
| 174/175–189     |         | Eleutério Santo Eleutério   |       |          | Reivindicações concorrentes: - Perto de Pedro, na Colina do Vaticano - San Giovanni della Pigna - Santa Susanna (Igreja Americana em Roma)                                    |       |

### Século V
| Pontificado                                    | Retrato | Nome comum em português        | Tumba | Escultor | Localização                                                                                        | Notas                                                                           |
| ---------------------------------------------- | ------- | ------------------------------ | ----- | -------- | -------------------------------------------------------------------------------------------------- | ------------------------------------------------------------------------------- |
| 31 de julho de 432–março/agosto de 440         |         | Sisto III São Sisto            |       |          | San Lorenzo fuori le Mura                                                                          | Então chamado San Lorenzo al Verano; sarcófago destruído, possivelmente em 1943 |
| 19 de novembro de 461 – 29 de fevereiro de 468 |         | Hilário Santo Hilário          |       |          | San Lorenzo fuori le Mura, cripta                                                                  | Então chamado San Lorenzo al Verano                                             |
| 13 de março de 483 – 1º de março de 492        |         | Félix III (Félix II) São Félix |       |          | Ou Basílica de São Paulo Extramuros ou cripta de Santissima Concezione, próximo à Piazza Barberini |                                                                                 |

### Século VI
| Pontificado                                | Retrato | Nome comum em português | Tumba | Escultor | Localização | Notas                                                  |
| ------------------------------------------ | ------- | ----------------------- | ----- | -------- | --- | ------------------------------------------------------ |
| 1º de junho de 536 – 11 de novembro de 537 |         | Silvério São Silvério   |       |          | Palmaria | Santuário não contemporâneo existente na ilha de Ponza |
| 29 de março de 537 – 7 de junho de 555     |         | Vigílio                 |       |          | Ou San Marcello na Via Salária (Oxford Dictionary of Popes) ou San Silvestre sobre a Catacumba de Priscila na Via Salária (Catholic Encyclopedia) |                                                        |

### Século VII
| Pontificado                          | Retrato | Nome comum em português | Tumba | Escultor | Localização                                               | Notas                                                          |
| ------------------------------------ | ------- | ----------------------- | ----- | -------- | --------------------------------------------------------- | -------------------------------------------------------------- |
| Julho de 649 – 16 de setembro de 655 |         | Martinho I São Martinho |       |          | Igreja de Nossa Senhora (Blachdernæ), perto de Quersoneso | Possivelmente enterrado na Arquibasílica de São João de Latrão |

### Século IX
| Pontificado                                   | Retrato | Nome comum em português | Tumba | Escultor | Localização                               | Notas |
| --------------------------------------------- | ------- | ----------------------- | ----- | -------- | ----------------------------------------- | --- |
| 25 de janeiro de 817 – 11 de fevereiro de 824 |         | Pascoal I São Pascoal   |       |          | Desconhecido, mas provavelmente destruído | Alegado ter sido enterrado na capela de São Zeno de Santa Prassede (desmentido pela pesquisa moderna); possivelmente enterrado sob o altar do oratório dos Santos Processo e Martiniano e perdidos quando o oratório foi mudado em 1548 ou 1605. |

### Século X
| Pontificado                                 | Retrato | Nome comum em português | Tumba | Escultor | Localização                      | Notas |
| ------------------------------------------- | ------- | ----------------------- | ----- | -------- | -------------------------------- | --- |
| Julho de 903 – Setembro de 903              |         | Leão V                  |       |          | Desconhecido, mas destruído      | Cremado e jogado no Tibre, enterrado (e assim destruído) na Velha São Pedro, ou enterrado inteiro na Arquibasílica de São João de Latrão |
| 1º de outubro de 965 – 6 de setembro de 972 |         | João XIII               |       |          | Basílica de São Paulo Extramuros | Destruído |

### Século XI
| Pontificado                                  | Retrato | Nome comum em português | Tumba | Escultor | Localização                         | Notas |
| -------------------------------------------- | ------- | ----------------------- | ----- | -------- | ----------------------------------- | --- |
| Junho de 1003 – Dezembro de 1003             |         | João XVII               |       |          | Desconhecido, mas destruído         | Ou Basílica de São Paulo Extramuros, Arquibasílica de São João de Latrão ou Santa Sabina                        |
| 25 de dezembro de 1003 – Julho de 1009       |         | João XVIII              |       |          | Desconhecido, mas destruído         | Ou Basílica de São Paulo Extramuros ou Arquibasílica de São João de Latrão                                      |
| 1032–1044                                    |         | Bento IX                |       |          | Abadia de Grottaferrata             | Descoberto em 4 de março de 1739; destruído durante a Segunda Guerra Mundial                                    |
| 1045                                         |         | Silvestre III           |       |          | Desconhecido                        | |
| 13 de abril de 1055 – 28 de julho de 1057    |         | Vítor II                |       |          | Santa Maria Rotonda (Ravenna)       | Destruído; alegado reenterro na Igreja de Santa Reparata (Florença), mas sem evidências                         |
| 2 de agosto de 1057 – 29 de março de 1058    |         | Estêvão IX, O.S.B.      |       |          | Igreja de Santa Reparata (Florença) | Túmulo descoberto em 1357 durante a fundação do novo Duomo                                                      |
| 6 de dezembro de 1058 – 27 de julho de 1061  |         | Nicolau II              |       |          | Igreja de Santa Reparata (Florença) | Possivelmente enterrado novamente no corredor esquerdo externo de São Pedro; não há restos do túmulo atualmente |
| 30 de setembro de 1061 – 21 de abril de 1073 |         | Alexandre II            |       |          | Desconhecido, mas perdido           | Ou Arquibasílica de São João de Latrão ou São Pedro                                                             |

### Século XII
| Pontificado                                    | Retrato | Nome comum em português  | Tumba | Escultor | Localização                               | Notas |
| ---------------------------------------------- | ------- | ------------------------ | ----- | -------- | ----------------------------------------- | --- |
| 21 de outubro de 1187 – 17 de dezembro de 1187 |         | Gregório VIII, Côn. Reg. |       |          | Catedral de Pisa, Capela de Nossa Senhora | Destruído no incêndio de 1600; ordenou a profanação do túmulo do Antipapa Vítor IV em Lucca a caminho de Pisa, onde ele morreu |

### Século XIII
| Pontificado                                 | Retrato | Nome comum em português | Tumba | Escultor | Localização                   | Notas                              |
| ------------------------------------------- | ------- | ----------------------- | ----- | -------- | ----------------------------- | ---------------------------------- |
| 18 de julho de 1216 – 18 de março de 1227   |         | Honório III             |       |          | Basílica de Santa Maria Maior | Não existe mais                    |
| 12 de dezembro de 1254 – 25 de maio de 1261 |         | Alexandre IV            |       |          | Catedral de Viterbo           | Destruído em 1490; não existe mais |